# Josh Mason
Joshua Mason (Birmingham, 19 marzo 2002) è un pilota automobilistico britannico con origini caraibiche e nigeriane.

## Carriera

### Kart e primi anni in Formula
Mason, a differenza di altri piloti suoi coetanei, inizia a gareggiare in kart relativamente tardi, all’età di 14 anni. Nel 2018 il pilota britannico passa alle corse automobilistiche guidando per il team Lanan Racing nel Campionato BRDC Formula 3 (attuale GB3). Debutta nel round di Rockingham, terzo evento della serie; in seguito salta altri due turni e torna a definitivamente dalla corsa di Spa-Francorchamps. Mason riesce a vincere l'ultima gara della serie a Silverstone: partito in testa grazie alla griglia invertita, dopo soli due giri dietro la Safety car la gara viene sospesa a causa della forte pioggia.
Nell'inverno tra il 2018 e il 2019 partecipa alla MRF Challenge, ottiene solo diciannove punti arrivando molto distante dalla campionessa, Jamie Chadwick. Per la stagione 2019 viene confermato dal team Lanan per prendere parte alla sua seconda stagione nella BRDC Formula 3. Mason riesce ad ottenere tre podi, tra cui la vittoria nella seconda corsa sul Circuito di Donington Park. Anche nell’inverno seguente prende parte alla MRF Challenge, i suoi risultati migliorano, riesce ad ottenere sei podi ed arriva terzo in classifica finale.
Nel 2020 torna per il terzo anno nella Formula 3 BRDC ma i risultati peggiorano, Mason riesce ad ottenere un solo podio arrivando secondo dietro Louis Foster a Donington.

### Euroformula Open e Formula Regional
Per la stagione 2021 Mason si unisce al team Double R Racing correndo nella Euroformula Open. Ma anche nella serie spagnola non riesce ad ottenere grandi risultati, conquistando un quarto posto al Hungaroring come miglior risultato. L'anno seguente rimane nella serie correndo per la CryptoTower Racing. Il pilota britannico dimostra un'ottima crescita, ottiene prima due podi a Spa-Francorchamps e poi al Hungaroring arriva la sua prima vittoria nella serie davanti a Christian Mansell. Nel resto della stagione ottiene altre due vittorie: la prima a Imola, sempre davanti a Mansell, e la seconda a Monza davanti a Vladislav Lomko. Mason finisce la stagione con tre vittorie e un totale di sette podi e 278 punti che lo portano al quinto posto in campionato.
Nel 2023 Mason prende parte alla Formula Regional Oceania (nuova serie che sostituisce la Toyota Racing) con il team Kiwi Motorsport. Nella seconda gara di Manfeild ottiene la sua prima e unica vittoria nella serie davanti al connazionale Louis Foster. Nel resto dell'anno, oltre all'esordio in Formula 2, prende parte a due round dell'Euroformula Open dove ottiene la vittoria al Hungaroring davanti a Jakob Bergmeister.

### Formula 2
Nel luglio del 2023 Mason debutta nel Campionato FIA di Formula 2 sostituendo Brad Benavides nelle file della PHM Racing by Charouz dal round di Spa-Francorchamps. Nelle otto corse che disputa nella serie riesce ad ottenere un dodicesimo posto come miglior risultato.  Sempre con il team tedesco prende parte, nel novembre del 2023, ai Test della F2 per la stagione successiva.

### Indy NXT
Per la stagione 2024 passa alla Indy NXT con il team Abel Motorsport.

## Risultati

### Riassunto della carriera
| Stagione | Serie                     | Team                    | Gare | Vittorie | Pole | GPV | Podi | Punti | Pos. |
| -------- | ------------------------- | ----------------------- | ---- | -------- | ---- | --- | ---- | ----- | ---- |
| 2018     | Campionato BRDC Formula 3 | Lanan Racing            | 14   | 1        | 0    | 0   | 1    | 82    | 20º  |
| 2018–19  | MRF Challenge             | MRF Racing              | 14   | 0        | 0    | 0   | 0    | 19    | 12º  |
| 2019     | Campionato BRDC Formula 3 | Lanan Racing            | 24   | 1        | 0    | 0   | 3    | 229   | 12º  |
| 2019–20  | MRF Challenge             | MRF Racing              | 15   | 0        | 0    | 0   | 6    | 176   | 3º   |
| 2020     | Campionato BRDC Formula 3 | Lanan Racing            | 24   | 0        | 0    | 0   | 1    | 139   | 16º  |
| 2021     | Euroformula Open          | Double R Racing         | 24   | 0        | 0    | 0   | 0    | 89    | 9º   |
| 2022     | Euroformula Open          | CryptoTower Racing      | 26   | 3        | 0    | 1   | 7    | 278   | 5º   |
| 2023     | Formula Regional Oceania  | Kiwi Motorsport         | 15   | 1        | 0    | 1   | 1    | 186   | 8º   |
| 2023     | Euroformula Open          | CryptoTower Racing Team | 6    | 1        | 0    | 0   | 3    | 96    | 11º  |
| 2023     | Formula 2                 | PHM Racing by Charouz   | 8    | 0        | 0    | 0   | 0    | 0     | 23º  |

* Stagione in corso.

### Risultati in Euroformula
(legenda) (Le gare in grassetto indicano la pole position) (Le gare in corsivo indicano Gpv)
| Stagione | Team               | 1   | 2   | 3   | 4   | 5   | 6   | 7   | 8   | 9   | 10  | 11  | 12  | 13  | 14  | 15  | 16  | 17  | 18  | 19  | 20  | 21  | 22  | 23  | 24  | 25  | 26  | Punti | Pos. |
| -------- | ------------------ | --- | --- | --- | --- | --- | --- | --- | --- | --- | --- | --- | --- | --- | --- | --- | --- | --- | --- | --- | --- | --- | --- | --- | --- | --- | --- | ----- | ---- |
| 2021     | Double R Racing    | POR | POR | POR | LEC | LEC | LEC | SPA | SPA | SPA | HUN | HUN | HUN | IMO | IMO | IMO | RBR | RBR | RBR | MNZ | MNZ | MNZ | CAT | CAT | CAT |     |     | 89    | 9°   |
| 2021     | Double R Racing    | 8   | 6   | 5   | 8   | 12  | 7   | Rit | 6   | 8   | 4*  | 7   | Rit | Rit | 8   | 11  | Rit | 10* | 7   | 12  | 12  | 11  | 7   | 15  | 7   |     |     | 89    | 9°   |
| 2022     | CryptoTower Racing | EST | EST | EST | PAU | PAU | LEC | LEC | LEC | SPA | SPA | SPA | HUN | HUN | HUN | IMO | IMO | IMO | RBR | RBR | RBR | MNZ | MNZ | MNZ | CAT | CAT | CAT | 278   | 5°   |
| 2022     | CryptoTower Racing | 7   | 5   | 8   | 4   | Rit | Rit | 4   | 7   | 3   | 7   | 2   | 5   | 1   | 7   | 6   | 7   | 1   | 4   | 3   | 5   | 5   | 1   | 2   | 9   | 6   | Rit | 278   | 5°   |
| 2023     | CryptoTower Racing | PRT | PRT | PRT | SPA | SPA | SPA | HUN | HUN | HUN | LEC | LEC | LEC | RBR | RBR | RBR | MNZ | MNZ | MNZ | MUG | MUG | CAT | CAT | CAT |     |     |     | 96    | 11º  |
| 2023     | CryptoTower Racing |     |     |     | 4   | 5   | 4   | 3   | 2   | 1   |     |     |     |     |     |     |     |     |     |     |     |     |     |     |     |     |     | 96    | 11º  |

### Risultati in Formula Regional Oceania
(legenda) (Le gare in grassetto indicano la pole position) (Le gare in corsivo indicano Gpv)
| Stagione | Team            | 1   | 2   | 3   | 4   | 5   | 6   | 7   | 8   | 9   | 10  | 11  | 12  | 13  | 14  | 15  | Punti | Pos. |
| -------- | --------------- | --- | --- | --- | --- | --- | --- | --- | --- | --- | --- | --- | --- | --- | --- | --- | ----- | ---- |
| 2023     | Kiwi Motorsport | HMP | HMP | HMP | TER | TER | TER | MAN | MAN | MAN | HDM | HDM | HDM | TAU | TAU | TAU | 186   | 8°   |
| 2023     | Kiwi Motorsport | 4   | 9   | DS  | 4   | 8   | 4   | 6   | 1   | Rit | 13  | 9   | 12  | 7   | 15  | 16  | 186   | 8°   |

### Risultati in Formula 2
(legenda) (Le gare in grassetto indicano la pole position) (Le gare in corsivo indicano Gpv)
| Stagione | Squadra               | 1   | 2   | 3   | 4   | 5   | 6   | 7   | 8   | 9   | 10  | 11  | 12  | 13  | 14  | 15  | 16  | 17  | 18  | 19  | 20  | 21  | 22  | 23  | 24  | 25  | 26  | Punti | Pos. |
| -------- | --------------------- | --- | --- | --- | --- | --- | --- | --- | --- | --- | --- | --- | --- | --- | --- | --- | --- | --- | --- | --- | --- | --- | --- | --- | --- | --- | --- | ----- | ---- |
| 2023     | PHM Racing by Charouz | BHR | BHR | JED | JED | ALB | ALB | BAK | BAK | MON | MON | CAT | CAT | RBR | RBR | SIL | SIL | HUN | HUN | SPA | SPA | ZAN | ZAN | MNZ | MNZ | YMC | YMC | 0     | 23°  |
| 2023     | PHM Racing by Charouz |     |     |     |     |     |     |     |     |     |     |     |     |     |     |     |     |     |     | 19  | 15  | C   | 15  | 16  | 12  | 15  | Rit | 0     | 23°  |

### Risultati in Indy NXT
(legenda) (Le gare in grassetto indicano la pole position) (Le gare in corsivo indicano Gpv)
| Stagione | Team            | 1   | 2   | 3   | 4   | 5   | 6   | 7   | 8   | 9   | 10  | 11  | 12  | 13  | 14  | Punti | Pos. |
| -------- | --------------- | --- | --- | --- | --- | --- | --- | --- | --- | --- | --- | --- | --- | --- | --- | ----- | ---- |
| 2024     | Abel Motorsport | STP | ALA | IMS | IMS | DET | ROA | LAG | LAG | MOH | IOW | GAT | POR | MIL | NSH | 27*   |      |
| 2024     | Abel Motorsport | 17  | 16  |     |     |     |     |     |     |     |     |     |     |     |     | 27*   |      |

* Stagione in corso.